# Something to Think About
Something to Think About è un film muto del 1920 diretto e prodotto da Cecil B. DeMille e interpretato da Gloria Swanson.

## Trama
David Markley, storpio dalla nascita, è un ricco artista che vive in un piccolo villaggio. Paga gli studi di Ruth, la figlia di Luke, il maniscalco. Quando la ragazza torna dalla città, è diventata una donna molto bella e David se ne innamora. Alla vigilia delle nozze, però, Ruth confessa di essersi innamorata di Jim Dirk, il figlio del fattore. Rompe il fidanzamento spezzando il cuore di David e rendendolo duro e incattivito. Luke, suo padre, furibondo per la scelta della figlia, si ferisce agli occhi con le scintille dell'incudine, diventando cieco. Ciò nonostante, la ragazza lascia il villaggio con l'amato e va a vivere con lui in città. Jim, però, resta ucciso sul lavoro.
Incinta, Ruth torna a casa, dove deve sopportare il disprezzo del padre. Sull'orlo del suicidio, viene salvata dall'intervento di David che si offre di sposarla e di dare una casa e una famiglia al bambino. Il piccolo Danny diventa la gioia della vita di David, anche se Ruth non spera più di riuscire a conquistare il cuore del marito. Un giorno, però, decide di seguire i consigli della governante: riesce così a convincere David a buttare via le stampelle. I due tornano ad amarsi. La felicità è completa quando Danny riporta a casa anche il nonno cieco. La famiglia è finalmente tutta riunita.

## Produzione
Il film fu prodotto da Cecil B. DeMille e da Jesse L. Lasky per la Famous Players-Lasky Corporation. Venne girato con un budget stimato di 169.330 dollari dal 20 gennaio al 30 marzo 1920.

## Distribuzione
Distribuito dalla Famous Players-Lasky Corporation, il film uscì nelle sale cinematografiche il 17 ottobre 1920, incassando negli USA $9.158.489. Il film venne distribuito anche in Finlandia il 30 novembre 1922 
Copia della pellicola, un positivo a 35 mm, è conservata negli archivi dell'International Museum of Photography and Film at George Eastman House.